# Kalksinter
Kalksinter of kalkturf is een marmerachtige steen die gevormd wordt door kalkafzetting in Romeinse aquaducten. In de middeleeuwen werd de steen toegepast als bouwmateriaal, vooral als zuil. Zo zijn in het vroeggotische Bergportaal van de Sint-Servaasbasiliek in Maastricht zuiltjes van kalksinter gebruikt, afkomstig uit de Eifel. Daar bevonden zich namelijk de kilometerslange aquaducten voor de Romeinse metropool Colonia Claudia Ara Agrippinensium (Keulen), met dikke lagen kalksinter.